# Louis Marchand
Louis Marchand, född den 2 februari 1669 i Lyon, död den 17 februari 1732, var en fransk barockorganist, cembalist och kompositör.

## Biografi
Marchand föddes i en organistfamilj och var ett underbarn som snabbt etablerade sig som en av de mest kända franska virtuoserna av sin tid. Han arbetade som organist i många kyrkor och, i några år, vid det franska hovet. 
Marchand hade ett våldsamt temperament och en arrogant personlighet, och hans liv var fyllt av skandaler, publicitet och diskuterades både under hans livstid och efter hans död. Trots hans berömmelse, har få av hans verk överlevt till idag, och de som finns kvar är nästan alla av datum från hans tidiga år, fastän några verk, som till exempel hans orgelstycken Grand dialogen i C och Fond d'orgue i e-moll, har varit ansedda som klassiska verk av den franska orgelskolan.

## Eftermäle
Jean-Philippe Rameau var bland Marchands beundrare, och till hans elever kan räknas Pierre Dumage och Louis-Claude Daquin. Dumage berömde sin lärare i förordet till sin Premier livre d'orgue (1708), en av de viktigaste verk från de  senare åren av franska orgelskolan. Marchand samtida Pierre-Louis D'Aquin De Château-Lyon har även jämfört kompositören med François Couperin, och hävdar att Couperin hade mer konst och tillämpning, men Marchand hade ett mer naturligt, spontant musicerande. Förutom sin musik, skrev Marchand också en avhandling om komposition, Règles de la composition, vilken teoretikern Sébastien de Brossard ansåg som ett utmärkt, om än kort, arbete.
Även om de flesta av Marchands bevarade stycken idag betraktas som oviktiga av de flesta forskare, har några uttryckt motsatt uppfattning. Den franske musikforskaren och författaren Philippe Beaussant beskrev kompositörens verk så här: ".. Även om hans kompositioner är skickligt skrivna, är deras mästerlighet inte uppenbart beundransvärd i sig - de måste studeras noggrant innan de visar sig vara mycket bra musik".